# Decimale graad
Met decimale graad wordt de hoekmaat aangeduid die niet in gehele graden, minuten en seconden is gegeven, maar met het aantal graden als een enkel getal, typisch genoteerd als decimaal getal. Zo wordt een hoek van 40° 30' in decimale graden geschreven als 40,5°, en een hoek van 12° 34' 56" als 12,5822° (afgerond). Omgekeerd is een hoek in decimale graden van 12,3456° gelijk aan 12° 20' 44" (afgerond).

## Omrekening
Een positieve hoek {\displaystyle \alpha =g^{\circ }\ m'\ s''} van {\displaystyle g} graden, {\displaystyle m} minuten en {\displaystyle s} seconden, met {\displaystyle g} en {\displaystyle m} gehele getallen, wordt in decimale graden genoteerd als:
{\displaystyle \alpha =g+{\frac {m+{\frac {s}{60}}}{60}}} graden.
Omgekeerd is een positieve hoek {\displaystyle \alpha =d^{\circ }} van {\displaystyle d} graden, met {\displaystyle d} een reëel getal, gelijk aan: 
{\displaystyle g=\lfloor d\rfloor } graden,
{\displaystyle m=\lfloor (d-g)\times 60\rfloor } minuten en
{\displaystyle s=((d-g)\times 60-m)\times 60} seconden,
waarin {\displaystyle \lfloor \ \rfloor } de entier- of floor-functie is.
Bij het noteren van graden, minuten en seconden worden decimale seconden afgerond op een aantal decimalen. Hierdoor kan het voorkomen dat {\displaystyle s} 60 seconden wordt. Dit dient dan als een extra minuut genoteerd te worden.

## Nauwkeurigheid
Het aantal decimalen van een coördinaat bepaalt de resolutie waarmee een locatie aangeduid kan worden. Meestal wordt het aantal decimalen wat hoger gekozen dan de nauwkeurigheid van de data, anders kan de resolutie de nauwkeurigheid gaan beïnvloeden, of zelfs de topologie van vectordata.
De relatie tussen het aantal decimalen en de resolutie in noord-zuidrichting is op Aarde:
- 0,000 1° ≈ 11 m
- 0,000 01° ≈ 1,1 m
- 0,000 001° ≈ 11 cm
- 0,000 000 1° ≈ 1,1 cm
- 0,000 000 01° ≈ 1,1 mm

De relatie tussen het aantal decimalen en de resolutie in  oost-westrichting op de breedtegraad van Nederland en België (51° NB) is:
- 0,000 1° ≈ 7 m
- 0,000 01° ≈ 0,7 m
- 0,000 001° ≈ 7 cm
- 0,000 000 1° ≈ 7 mm
- 0,000 000 01° ≈ 0,7 mm